# Pépito Pavon
Pour les articles homonymes, voir Pavon.
Ignacio Pavón, plus couramment appelé Pépito Pavon (né le 12 février 1941 à Madrid et mort le 15 octobre 2012 à La Ciotat), est un footballeur franco–espagnol.

## Biographie
Formé à l'étoile sportive La Ciotat, Pépito Pavon évolue à l'Olympique de Marseille de 1960 à 1964 au poste de milieu de terrain. Il rejoint ensuite son club formateur où il achève sa carrière en 1974.
Il meurt en octobre 2012 dans la ville de La Ciotat, à l'âge de 71 ans.

### Vie privée
Il est le père de l'ancien footballeur Michel Pavon.